# Comitat de Karlovac
Le comitat de Karlovac (en croate Karlovačka županija) est un comitat en Croatie centrale dont le chef-lieu est Karlovac. Le comitat s’étend des sources de Jamnica au nord jusqu’aux régions montagneuses de Gorski Kotar et de Lika au sud. Il est bordé par la Slovénie au nord-ouest, la Bosnie-Herzégovine au sud-est, le comitat de Zagreb au nord, le comitat de Sisak-Moslavina à l’est, le comitat de Primorje-Gorski Kotar à l’ouest et le comitat de Lika-Senj au sud.

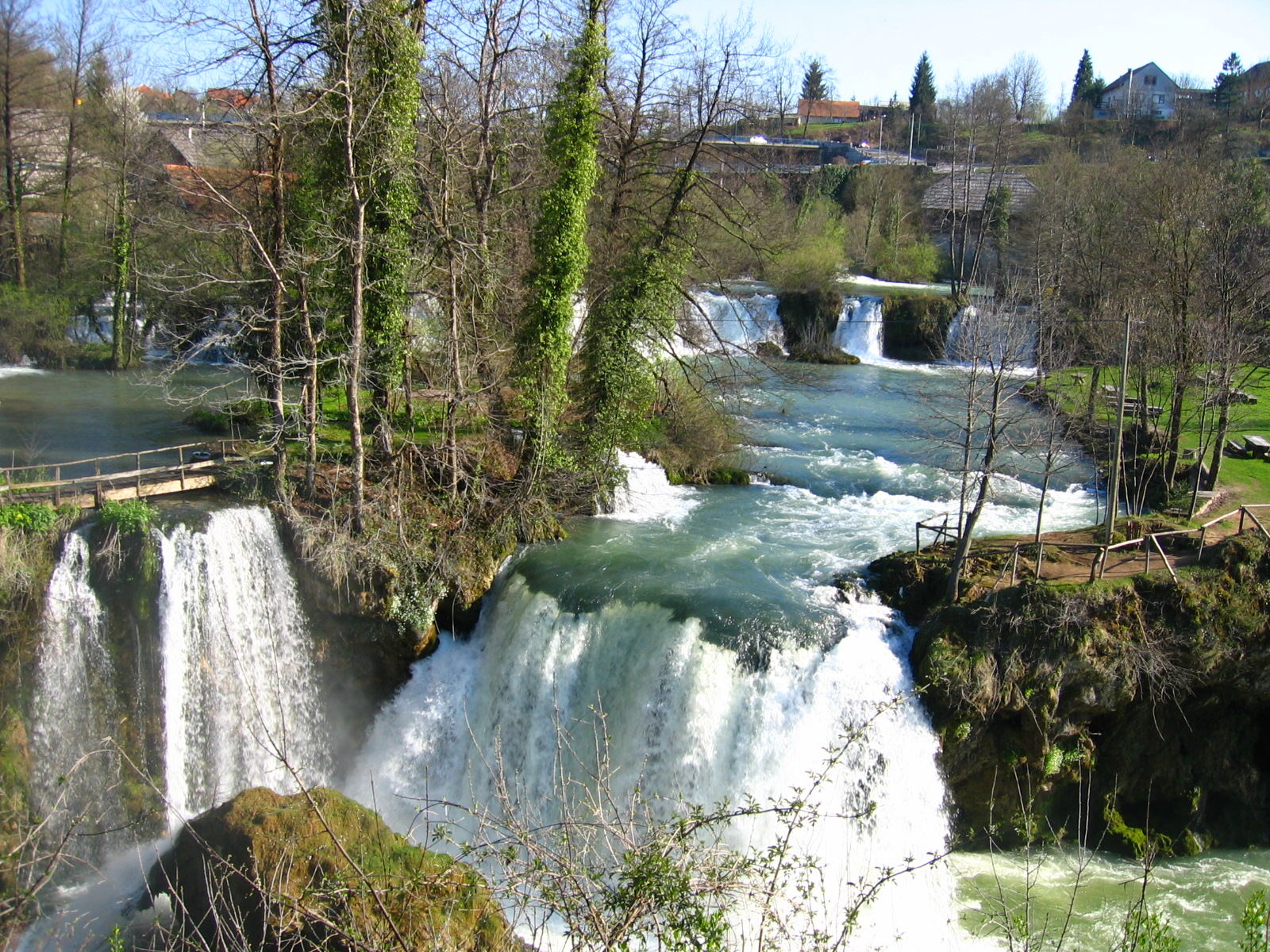
Slunj, Rastoke, cascades de la rivière Slunjcica

Avec la superficie de 3 662 km2 ce comitat se trouve parmi les plus grands en Croatie. Selon le recensement de 2011 il est peuplé de 128 899  habitants ayant une densité de population assez basse de 35 hab./km2.

## Villes et municipalités
Le comité de Karlovac comprend 5 villes et 16 municipalités. 

### Villes
- Duga Resa 12.114
- Karlovac (Carlstadt) 59.395
- Ogulin 15.054
- Ozalj 7.932
- Slunj 6.096

### Municipalités
- Barilović 3.095
- Bosiljevo 1.486
- Cetingrad 2.746
- Draganić 2.950
- Generalski Stol 3.199
- Josipdol 3.987
- Krnjak 2.164
- Lasinja 1.938
- Netretić 3.333
- Plaški 2.292
- Rakovica 2.623
- Ribnik 583
- Saborsko 860
- Tounj 1.252
- Vojnić 5.495
- Žakanje 3.193

## Démographie
|                                 |
| Population historique 1857-2011 |